# Супермен
Суперме́н (англ. Superman — надлюдина) — супергерой, персонаж коміксів, які випускаються компанією DC Comics. Вигаданий Джеррі Сігелом і Джо Шустером та проданий компанії Detective Comics (пізніше DC Comics). Персонаж вперше з'явився на сторінках журналу «Action Comics» #1 (червень 1938-го), а згодом і в різних радіопередачах, телевізійних програмах, фільмах, на газетних шпальтах та у відеоіграх. Супермен вважається іконою американської культури, яка відображає уявлення про справедливість. Своїм успіхом персонаж допоміг створити жанр супергероїки і зайняв першість серед інших супергероїв.
Оригінальна історія розповідає, що Супермен є останнім вцілілим жителем планети Криптон, що немовлям потрапив на Землю. Живлячись силою Сонця, яскравішого за зірку рідної планети, він набув надлюдських здібностей. З їх допомогою Супермен бореться зі злом, що загрожує Сполученим Штатам, Землі та усьому Всесвіту.

## Образ Супермена

Емблема Супермена

### Біографія
Впродовж виходу коміксів і супутньої продукції (фільмів, відеоігор) біографія Супермена багаторазово подавалася інакше і осучаснювалася. Її основу складає історія про те, як Супермен виявився єдиним вцілілим з планети Криптон і опинився на Землі, де бореться з різноманітним злом. На батьківщині він звався Кел-Ел і ще немовлям був відправлений на ракеті у космос батьком перед загибеллю Криптона. Ракета впала на Землі в США, де Кел-Ела знайшло подружжя фермерів і назвало Джозефом Кларком Кентом.
Позаяк криптонці черпали силу від червоної зірки, а Сонце було яскравішою жовтою, Кларк Кент отримав надзвичайні можливості. Серед них: здатність літати, величезну силу, невразливість, бачення крізь предмети, потужний інтелект. Бачачи свої можливості, він став використовувати їх для встановлення справедливості. Супергерой веде подвійне життя, ховаючись під особою репортера Кларка Кента. Своє більш відоме ім'я — Супермен, він отримав від журналістів.

### Костюм
Відмітними рисами образу Супермена є його костюм і емблема. Вирушаючи на боротьбу зі злом чи небезпеками, Супермен одягає синій костюм з червоним плащем і емблемою на грудях. Ця емблема має вигляд жовто-червоного щита з буквою S.

### Сили та здібності
Сили героя змінювалися протягом публікацій коміксів про нього. Під час «Золотої доби» коміксів говорилося, що «хіба що артилерійський снаряд здатний пробити його шкіру, він може обігнати швидкісний локомотив і перестрибнути хмарочос». У той час пояснення його здібностей обґрунтовувалося тим, що на Криптоні сила тяжіння була в багато разів більшою, і на Землі з її слабким притяганням криптонці постають надзвичайно сильними. Але з часом з волі авторів здібності героя ставали все сильнішими та неймовірнішими. В 1980-х його сила так зросла, що він був здатний «пролетіти крізь зірку, не помітивши цього, літати швидше за швидкість світла в тисячу разів і пересувати планети». Це пояснюється особливостями тіл криптонців, які здатні поглинати світлову енергію зірки. Оскільки Сонце яскравіше за зорю Криптона, воно надає набагато більше енергії, як наслідок криптонці отримують величезні сили. У сучасній версії його сили зменшили, щоб противники Супермена представляли реальну загрозу герою. Здібності Супермена включають:
- Невразливість — тіло Супермена надзвичайно міцне і здатне витримувати смертельні для людей умови. У ранніх коміксах кулі відлітали від нього, не завдаючи шкоди, але розривні артилерійські снаряди могли поранити. Вже в 1947 супергерой пережив атомний вибух. У 1951 згадується, що у Супермена є імунітет до всіх хвороб, отрут і токсинів. У 1960 говориться, що Супермен не старіє і навіть потенційно безсмертний. Раніше це пояснювалося особливо щільною молекулярною будовою тіла через природні умови на Криптоні, а останнім часом як певна енергетична аура, яка також захищає і його одяг. Нині вважається, що ніщо не може зашкодити тілу криптонця, окрім мінералу криптоніту, магії і особливо сильних енергетичних ударів.
- Суперсила — Супермен здатний пересувати гігантські предмети і завдавати ударів неймовірної потужності. Сила персонажа змінювалася: у 1940-х він міг піднімати автомобілі, а в 1980-х зрушувати планети з їхніх орбіт. У сучасних коміксах пояснюється, чому предмети, що переносяться Суперменом, не руйнуються під власною вагою або в результаті пересування на шалених швидкостях: герой підсвідомо оточує їх телекінетичним полем.
- Супервитривалість — Супермен здатний діяти на піку своїх здібностей невизначено довгий проміжок часу, за умови підживлення сонячною енергією. Уже в 1965 комікси стверджують, що герой може обходитися без кисню. У нинішній версії Супермену немає необхідності їсти, пити, спати або дихати, але він робить це через те, що звик за час життя серед людей.
- Регенерація — якщо Супермена поранено, рани, як правило, загоюються майже миттєво. Ефективність цієї здатності залежить від рівня поглинання енергії жовтої зірки.
- Політ — Супермен здатний літати як в повітрі, так і в космосі. Причому, спочатку супергерой не вмів літати, а лише бігав на супершвидкості та стрибав на сотні метрів. Поступово швидкість бігу, висота і довжина стрибків збільшувалася, поки в 1943 році Супермен не було зображено вже літаючим. У 1945 його політ вже став швидшим за швидкість світла. У сучасній реальності коміксів DC це пояснюється розумовим контролем гравітаційних частинок. У серіалі «Таємниці Смолвіля» його первісна нездатність літати пояснювалася страхом польоту.
- Супершвидкість — криптонець може пересуватися на швидкостях, які набагато перевищують доступні людині. Швидкість змінювалася від сотень кілометрів на годину до мільйонів кілометрів на секунду. Це передбачає також надлюдські рефлекси, реакцію і швидкість сприйняття. Так, супегерой може прочитати цілу книгу за секунди.
- Суперзір — не входив у початковий набір здібностей супергероя, але з часом Супермен отримав його у кількох різновидах:
  - «Рентгенівський» зір дозволяє йому дивитися крізь будь-які предмети, крім свинцю, інших криптонців і криптоніту. Хоча в ранніх коміксах це пояснювалося тим, що очі сина Криптона дійсно випускають рентгенівське випромінювання, пізніше через шкідливий впливу випромінювання на живі організми, творці коміксів вирішили відмовитися від цього пояснення. У сучасній версії суперзір пояснюється тим, що супергерой здатний вловлювати нейтрино — елементарні частинки, які зазвичай вільно проходять крізь матерію.
  - Мікроскопічний зір дозволяє Супермену розглядати дуже малі об'єкти, навіть атоми та їх складові частинки.
  - Телескопічний зір, за допомогою якого Супермен може дивитися на величезні відстані, які міняються в залежності від коміксів, від сотень метрів, до світлових років.
  - Інфрачервоний та ультрафіолетовий зір. Супермен може бачити у всьому діапазоні спектра світла, що допомагає йому, наприклад, бачити в темряві.
  - Тепловий зір — очі супергероя можуть випромінювати світло, ступінь впливу на матерію різниться, від температури в сотні градусів до мільйонів. Причому Супермен настільки добре володіє цією здатністю, що може фокусувати енергію всередині речовини, наприклад, він спалив жучок всередині черепа Бетмена, не пошкодивши ні шкіру, ні мозок своєму другові.
- Суперслух — почав проявлятися з 1940-х і дальність поступово збільшувалася до мільйонів миль. Герой може вловлювати інфра-та ультразвук, і навіть радіопередачі. Супергерой також може сфокусувати свій слух на окремій розмові, перебуваючи за тисячі миль від мовців. Серед міського шуму може з легкістю почути галас про допомогу і вирушити на місце. Крім того Супермен здатний пізнати людину за її серцебиттям.
- Супердихання — як і інші здібності Супермена, піддавалося безперервному розширенню та посиленню. В 1940-му він гасить пожежу одним видихом. У 1949-му він здатний вдихом притягти до себе космічну ракету в польоті. В 1959-му він подихом гасить зірку. В одному зі старих коміксів Супермен погасив палаючу планету диханням, а також диханням повернув її на звичну орбіту. Він може своїм диханням і заморожувати предмети.
- Суперінтелект — Супермен має неймовірні розумові здібності. Так, він може вивчити нову мову за пару годин. Супермен здатний вирішувати математичні завдання швидше і точніше за комп'ютери. Його фотографічна пам'ять дозволяє з одного разу запам'ятовувати все побачене. В 1956 в одному з коміксів уточнюють, що пам'ять Супермена — абсолютна, він здатний згадати будь-яку мить свого життя. В 1940-х комікси демонструють його навички гіпнозу. Також показана його суперінтуїція — герой відчуває, коли за ним спостерігають.
- Суперголос — він може, незважаючи на шум величезного натовпу, попередити про небезпеку ціле місто. Здатний передавати свій голос на сотні кілометрів, причому так, що його почують лише ті, кому він адресував це повідомлення. В 1950 згадується, що Супермен може кричати з силою в 1 мільйон децибел. А в 1955 — що його голос здатний розкришити алмаз на порошок. Супермен може видавати звуки як на ультра так і на інфразвукових частотах.
- Інші здібності — автори коміксів часто наділяли Супермена здібностями, які з'являються тільки один раз. Наприклад, супернюх, або суперконтроль м'язів, який дозволяв змінювати риси обличчя.

## Родина
На Криптоні:
- Джор-Ел (батько)
- Лара Лор-Ван (мати)
- Кара (двоюрідна сестра)

На Землі:
- Джонатан Кент (названий батько)
- Марта Кент (названа мати)

## Друзі
- Лоіс Лейн — репортерка, працює з Кларком у газеті «Daily Planet» і є таємним коханням Кларка. Надалі його дружина, та мати його сина Джуніора-Ела.
- Ліга Справедливості — команда супергероїв, у складі якої колись був Супермен.
- Джиммі Олсен молодий фотограф, напарник Лоїс Лейн.
- Перрі Вайт — бос Кларка Кента у «Daily Planet».
- Лана Ленг — колишня дівчина Кларка з Смолвіля.

## Слабкості
- Криптоніт — іншопланетний камінь з Криптона.
- Магія.
- Неземна рослинність, як жінка-плющ.
- Червоне сонце, як те, що світило біля Криптона.

## Фільми та серіали
| Рік       | Фільм                                          | Актор                                               | Опис                                                                             |
| --------- | ---------------------------------------------- | --------------------------------------------------- | -------------------------------------------------------------------------------- |
| 1948      | Супермен                                       | Кірк Елін                                           |                                                                                  |
| 1950      | Людина-Атом проти Супермена                    | Кірк Елін                                           |                                                                                  |
| 1951      | Супермен і люди-кроти                          | Джордж Рівз                                         |                                                                                  |
| 1951-1958 | Пригоди Супермена                              | Джордж Рівз                                         |                                                                                  |
| 1978      | Супермен                                       | Крістофер Рів                                       | Супермен вперше зустрічається з Лексом Лютором.                                  |
| 1980      | Супермен 2                                     | Крістофер Рів                                       | Супермен бореться з трьома криптонцями.                                          |
| 1983      | Супермен 3                                     | Крістофер Рів                                       | У Метрополіс прилітає програміст, який мріє знищити Супермена.                   |
| 1987      | Супермен 4: У пошуках миру                     | Крістофер Рів                                       | Супермену знову потрібно врятувати Світ від зла.                                 |
| 1988-1992 | Супербой                                       | Джон Хеймс (1 сезон) Джерард Крістофер (2-4 сезони) |                                                                                  |
| 1993-1997 | Лоїс і Кларк: Нові пригоди Супермена           | Дін Кейн                                            |                                                                                  |
| 2001-2011 | Таємниці Смолвіля                              | Том Веллінг                                         | Серіал оповідає про юність Кларка Кента та момент його становлення супергероєм.  |
| 2006      | Повернення Супермена                           | Брендон Раут                                        | Супермен повертається з заслуженої відпустки, але за цей час усе дуже змінилось… |
| 2013      | Людина зі сталі                                | Генрі Кавілл                                        | Перезапуск історії про супергероя.                                               |
| 2016      | Бетмен проти Супермена: На зорі справедливості | Генрі Кавілл                                        | Людина зі сталі зіткнеться з Темним лицарем.                                     |
| 2020      | Супермен і Лоїс                                | Тайлер Геклін                                       | Спін-оф серіалу «Легенди завтрашнього дня»                                       |
| 2025      | Супермен                                       | Девід Коренсвет                                     | Перезапуск історії у Всесвіті DC.                                                |

## Мультфільми
Мультсеріали:
- Супермен (1941 —1943)
- Нові Пригоди Супермена (1966 — 1970)
- Супермен (1988)
- Супермен (1997 —2000)

Мультфільми:
- Супермен: Брейніак Атакує (2006)
- Супермен: Судний день (2007)
- Темна Ліга Справедливості: Війна Апоколіпса (2020)

## Відеоігри
- Superman (1979) — Atari 2600
- Superman: The Game (1985) — Commodore 64, Atari 400/800
- Superman (1987) — NES
- Superman (1988) — Arcade
- Superman: The Man of Steel (1989) — Commodore 64, ZX Spectrum, MSX, Amiga, Atari ST
- Superman (1992) — Genesis
- Superman: The Man of Steel (1993) — Master System, Game Gear
- The Death and Return of Superman (1994) — Super NES and Genesis
- Justice League Task Force (1995) — Super NES, Genesis
- Superman (1997) — Game Boy
- Superman Activity Center (1998) — MacOS, Microsoft Windows
- Superman: The New Adventures (1999) — Nintendo 64
- Superman: Shadow of Apokolips (2002) — PlayStation 2, Nintendo GameCube
- Superman: The Man of Steel (2002) — Xbox
- Superman: Countdown to Apokolips (2003) — Game Boy Advance
- Superman The Greatest Superhero (2005) — V-Smile
- Superman Returns (2006) — Nintendo DS, PlayStation 2, Xbox 360, Xbox
- Justice League Heroes (2006) — Xbox, PlayStation 2, Nintendo DS, PlayStation Portable
- Superman (2006) — Handheld TV
- Mortal Kombat vs. DC Universe (2008) — PlayStation 3, Xbox 360
- Justice League Heroes United (2009) — Arcade
- DC Universe Online (2011) — PlayStation 3, Microsoft Windows
- Lego Batman 2: DC Super Heroes (2012) — Microsoft Windows, PlayStation 3, PlayStation Vita, Nintendo 3DS, Wii, Nintendo DS, Xbox 360, Wii U
- Injustice: Gods Among Us (2013) — Xbox 360, PlayStation 3, PlayStation 4, Xbox One, Microsoft Windows, Wii U
- Lego Batman 3: Beyond Gotham (2014) — Xbox 360, Xbox One, Wii U, PlayStation 3, PlayStation 4, PlayStation Vita, Microsoft Windows, Nintendo 3DS
- Infinite Crisis (2015) — Microsoft Windows
- Injustice 2 (2017) — Android, iOS, PlayStation 4, Xbox One, Microsoft Windows
- Lego DC Super-Villains (2018) — PlayStation 4, Xbox One, Nintendo Switch, Microsoft Windows